# Dub v Klánovicích (Smiřická)
Dub v Klánovicích je památný strom, který roste v ulici Smiřická na zahradě u rodinného domu. Je nepřístupný, ale z ulice viditelný.

## Parametry stromu
- Výška (m): 25,0
- Obvod (cm): 299 (329 v roce 2013)
- Ochranné pásmo: kruh o poloměru 10 m
- Datum prvního vyhlášení: 01.08.2007[1]
- Odhadované stáří: 160 let
- Stav: velmi dobrý[2]

## Popis
Strom je mohutný s rovným kmenem. Jeho koruna se větví vysoko, větve vytvářejí vějířovitý tvar. Pod korunou vyrůstají další větve dotvářející celkovou strukturu. V nejnižší třetině výšky stromu byly větve ořezány při výstavbě rodinného domu, který je v těsném sousedství stromu.

## Historie
Strom pochází pravděpodobně z původního lesního porostu, který zde byl před založením „lesního města“ Klánovice. Zástavba rodinných domů byla do lesního komplexu citlivě umisťována.

## Významné stromy v okolí
- Dub v Klánovicích (Malšovická)
- Lípa republiky v ulici Ke Kostelíčku